# Kirtland Hills
Kirtland Hills é uma vila localizada no estado norte-americano de Ohio, no Condado de Lake.

## Demografia
Segundo o censo norte-americano de 2000, a sua população era de 597 habitantes.
Em 2006, foi estimada uma população de 765, um aumento de 168 (28.1%).

## Geografia
De acordo com o United States Census Bureau tem uma área de
14,7 km², dos quais 14,5 km² cobertos por terra e 0,2 km² cobertos por água.

## Localidades na vizinhança
O diagrama seguinte representa as localidades num raio de 12 km ao redor de Kirtland Hills.